# Je suis de la revue
Pour plus de détails, voir Fiche technique et Distribution.
Je suis de la revue (Botta e riposta) est un film italien réalisé par Mario Soldati, sorti en 1950.

## Synopsis
Dans l'express Paris-Rome, une jeune fille dérobe le costume très attendu de la célèbre vedette Suzy Delair, confié à un jeune hurluberlu. Ce dernier va rechercher dans tous les cabarets célèbres la robe volée, et assistera ainsi à tous les spectacles de la capitale.

## Fiche technique
- Autre titre : Coup sur coup
- Réalisation : Mario Soldati
- Scénario : Steno, Mario Monicelli
- Adaptation et dialogues : Pietro Garinei, Dino Maiuri, Steno, Mario Monicelli, Marcello Marchesi
- Images : Aldo Tonti
- Décors : Piero Filippone
- Musique : Louis Armstrong, Vittorio Mascheroni, Francis Lopez, Isa Barzizza, Redi, Katherine Dunham, Frustaci
- Chansons chantées par : Suzy Delair
- Production : Dino De Laurentiis
- Pays de production :  Italie
- Pellicule 35 mm, noir et blanc
- Genre : comédie musicale
- Durée : 80 min
- Dates de sortie :
  - Italie : 18 février 1950
  - France : 15 juin 1951

## Distribution
- Fernandel : Philippe, un peintre en bâtiment dévot
- Isa Miranda : Isa
- Nino Taranto : Pasquale, l'habilleur étourdi
- Isa Barzizza : Cleo, une charmante cleptomane
- Ernesto Almirante : le colonel
- Enrico Viarisio : le prestidigitateur
- Dante Maggio : le portier du théâtre
- Mario Soldati : le préposé au bureau des objets perdus
- Pierre Ferval : le bègue
- Wanda Osiris
- A. d'Angelo
- Avec dans leur propre rôle :
- Suzy Delair
- Katherine Dunham et ses boys
- Louis Armstrong et son orchestre
- Ella Fitzgerald
- Les vagabonds de Borrah Minvitch
- Les Nicholas Brothers
- Bernard Hilda et son orchestre
- Doubleur :
- Louis de Funès : voix française de Nino Tarento